# Öja socken, Skåne
Öja socken i Skåne ingick i Herrestads härad, ingår sedan 1971 i Ystads kommun och motsvarar från 2016 Öja distrikt.
Socknens areal är 5,42 kvadratkilometer varav 5,39 land. År 2000 fanns här 168 invånare.  Kyrkbyn Öja med  sockenkyrkan Öja kyrka ligger i socknen.

## Administrativ historik
Socknen har medeltida ursprung.
Vid kommunreformen 1862 övergick socknens ansvar för de kyrkliga frågorna till Öja församling och för de borgerliga frågorna bildades Öja landskommun. Landskommunen uppgick 1952 i Herrestads landskommun som uppgick 1971 i Ystads kommun. Församlingen uppgick 2002 i Stora Köpinge församling.
1 januari 2016 inrättades distriktet Öja, med samma omfattning som församlingen hade 1999/2000.  
Socknen har tillhört län, fögderier, tingslag och domsagor enligt vad som beskrivs i artikeln Herrestads härad. De indelta soldaterna tillhörde Södra skånska infanteriregementet, Herresta kompani.

## Geografi
Öja socken ligger närmast nordost om Ystad. Socknen är en mjukt kuperad odlingsbygd.

## Fornlämningar
Från stenåldern är boplatser funna. Från bronsåldern är en gravhög funnen. 

## Namnet
Namnet skrevs 1334 öyia och kommer från kyrkbyn. Namnet innehåller ö, här i betydelsen 'upphöjning i sankmark'.